# Lamaline
Lamaline is een gemeente (town) in de Canadese provincie Newfoundland en Labrador. De gemeente ligt in het zuiden van het schiereiland Burin aan de zuidkust van het eiland Newfoundland.

## Geografie
De gemeente Lamaline ligt in het uiterste zuiden van Burin. Allan's Island, een eiland dat 600 meter ten zuiden van het vasteland ligt, behoort ook toe aan de gemeente. Het telt enkele tientallen inwoners en is via High Road, een dijk met brugje, met het vasteland verbonden.
De gemeente grenst in het westen aan Point May en in het oosten aan Point au Gaul en Lord's Cove.

## Geschiedenis
In 1963 werd het dorp een gemeente met de status van town.
In 2012 liet de provinciale overheid een haalbaarheidsonderzoek voeren naar de eventuele creatie van een fusiegemeente bestaande uit Lamaline, Lord's Cove, Point au Gaul en Point May. De fusie vond echter nooit plaats en Lamaline bleef gewoon als zelfstandige gemeente voortbestaan.

## Demografie
Demografisch gezien is Lamaline, net zoals de meeste kleine dorpen op Newfoundland, aan het krimpen. Tussen 1981 en 2021 daalde de bevolkingsomvang van 548 naar 218. Dat komt neer op een daling van 330 inwoners (-60,2%) in 40 jaar tijd.
| Demografische ontwikkeling van Lamaline tussen 1951 en 2021 |
| --- |
| |
| * De grote groei in 1961–66 is te danken aan de creatie van de gemeente Lamaline met bijhorende grondgebiedsuitbreiding. Bron: Statistics Canada (1951–1986, 1991–1996, 2001–2006, 2011–2016, 2021) |

## Religie
Op Allan's Island is de rooms-katholieke Sint-Jozefkerk van Lamaline gevestigd. De anglicaanse kerk van Lamaline, de Sint-Mariakerk, is op het vasteland gevestigd.

## Galerij

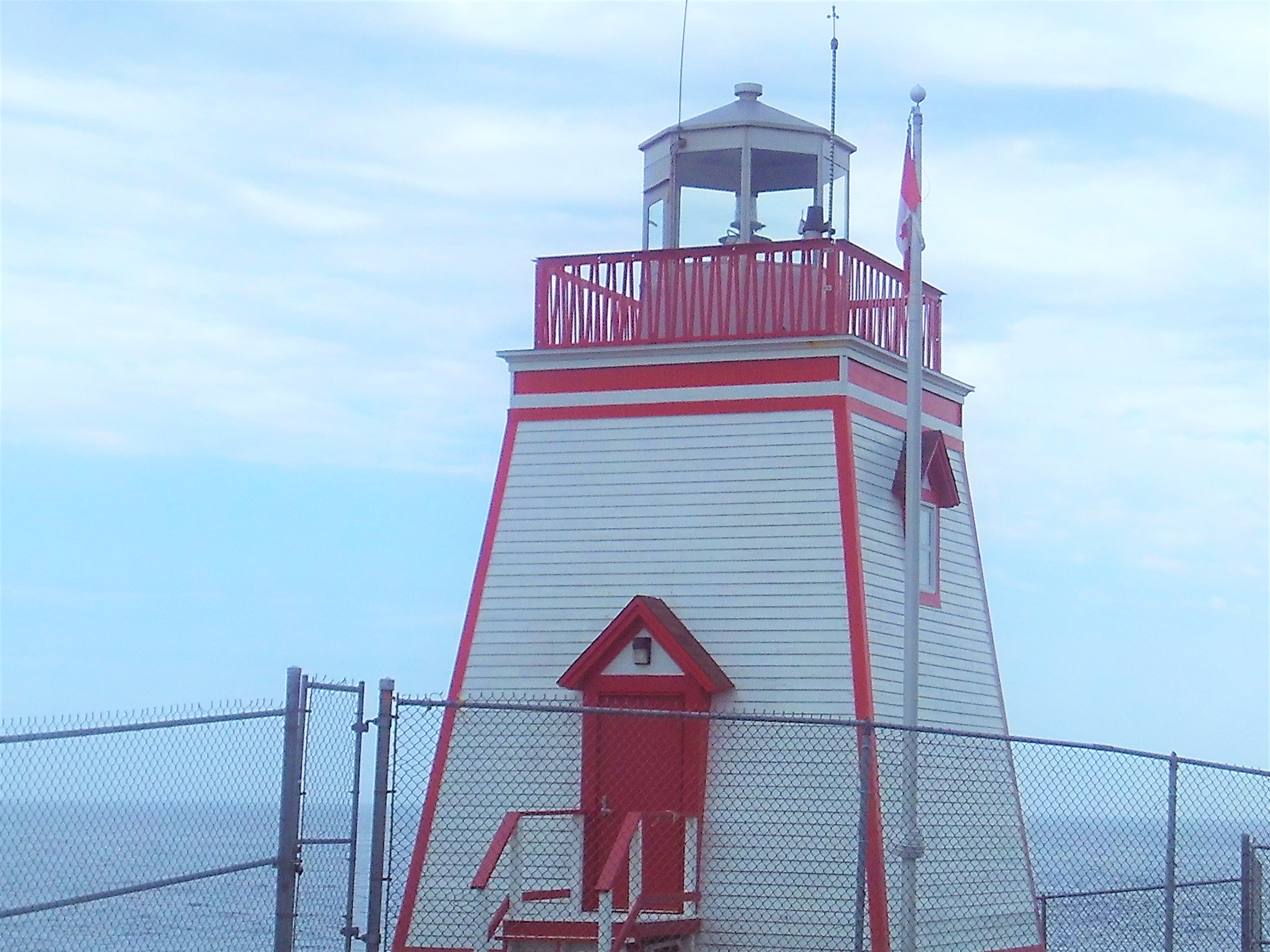
Allan's Island Lighthouse
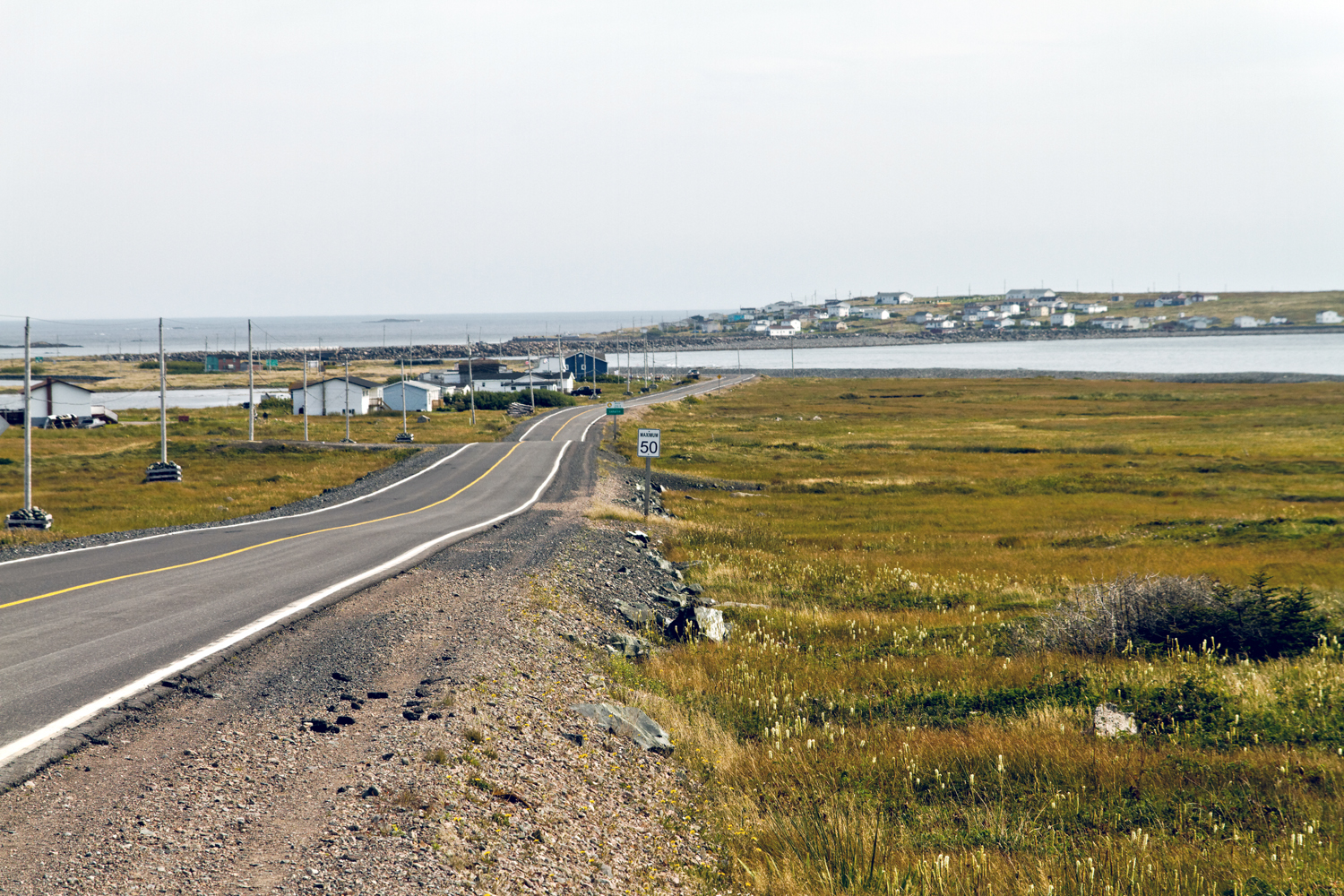
Zicht op Lamaline met Allan's Island in de achtergrond

## Geboren
- James Spearman Winter (1845-1911), premier van Newfoundland